# Dolno Orizari
Dolno Orizari (makedonska: Долно Оризари) är en ort i Nordmakedonien. Den ligger i kommunen Bitola, i den södra delen av landet, 110 kilometer söder om huvudstaden Skopje. Dolno Orizari ligger 582 meter över havet och antalet invånare är 1 236.